# Macizo de Cabra
El macizo de Cabra o macizo de la Sierra de Cabra es una sierra de España perteneciente a las Sierras Subbéticas, situada en la provincia de Córdoba, Andalucía, España.
Es de origen kárstico y posee la categoría de geoparque por parte de la Unesco, estando bajo protección de esta. Su espacio está integrado en el parque natural de las Sierras Subbéticas. Por sus peculiaridades geológicas, está considerado como una de las maravillas naturales de la provincia de Córdoba y de la comunidad andaluza.

## Geología
El Macizo de Cabra pertenece a la unidad subbética externa de la cordillera bética, junto a la sierra Mágina de Jaén. Es un macizo de características tectónicas complejas formado por superposición de mantos de cabalgamiento. Predominan los materiales calcáreos y orográficamente destacan algunas sierras y cerros de formas redondeadas como las sierras de la Cabrera, de Gaena, de Cabra, de La Lastra (1242 m), de Zuheros y Luque, y Sierra Alcaide (1000 m).
Los cerros y picos de mayor altitud son Lobatejo (1380 m), El Picacho (1217 m), y la formación de Los Lanchares. Los estratos presentan una marcada horizontalidad y superficialmente predominan formas como los campos de lapiaz, dolinas, domos, simas y poljés.
Uno de los primeros geólogos encargados de su estudio fue Juan Carandell y Pericay, catedrático de Geografía del IES Aguilar y Eslava, en la década de 1920. Escribió varios artículos sobre este espacio geográfico y llegó a organizar el XIV Congreso Geológico Internacional (1927) con la finalidad del estudio general de las sierras subbéticas.

## Elementos geológicos representativos
El macizo de Cabra concentra en apenas tres mil hectáreas una de las mayores concentraciones de geodiversidad de Andalucía. Los sedimentos calcáreos, depositados desde hace doscientos millones hasta hace veinticinco millones de años, han sido comprimidos, deformados, fracturados y emergidos en un lento proceso, donde con posterioridad las condiciones climáticas han modelado el paisaje actual.
Los procesos de disolución de las rocas calizas dan lugar a la existencia de casi todas las formas asociadas al paisaje kárstico: poljés como el de la Nava, dolinas como la de los Hoyones, el espectacular lapiaz de los Lanchares, numerosas cuevas y simas, entre las que se encuentran la de los Murciélagos y la de Cabra, y numerosas surgencias o manantiales, ubicados a los pies de la sierra que nos indican que todo este macizo, así como los adyacentes, se encuentran completamente horadados debido a la lenta disolución de las rocas calizas. 

## Hidrología
La pluviometría anual oscila entre 400 y 800 mm, con un valor medio de 611 mm, siendo superior en las zonas altas como el Picacho de Cabra. Por la elevada porosidad del terreno, los cursos de agua superficiales son escasos y de poca entidad. En el Macizo de Cabra destaca el río Bailón, que nace en el Poljé de La Nava, avanza en dirección Noroeste hasta llegar a Zuheros, continuando hacia el Norte hasta alcanzar Baena, para desembocar más tarde en el río Guadajoz. A partir de Baena recibe el nombre de río Marbella. Durante la primera parte de su recorrido, el río Bailón recibe numerosos y pequeños cauces cuyo origen se encuentra en las laderas más elevadas de la cara Norte del Macizo.
En las laderas más occidentales del Macizo de Cabra se originan una serie de pequeños arroyos
(Encinilla, El Fresno), de muy corto recorrido, que alimentan al río Cabra, tributario a su vez del río Genil.
Los manantiales se localizan en la periferia del macizo, destacando la Fuente del Río (500 litros por segundo), Fuente Marbella (200 l/s) y Fuente Alhama (600 l/s), aunque sus valores varían mucho a lo largo del año.

## Flora y fauna

### Fósiles
El grupo de fósiles más representativo son los ammonites, siendo esta zona reconocida mundialmente como una de las áreas más interesantes para conocer la evolución de estos animales. Son unos excelentes datadores del paso del tiempo y permiten conocer la evolución de la Cordillera Bética.

### Flora
La zona periférica del macizo está cubierta de espacios cultivados, fundamentalmente, olivos. Entre las especies naturales destacan diversos ecosistemas, dependiendo de la altitud: 
- en las zonas más bajas y secas abundan las encinas y acebuches, acompañados de matorrales de coscoja, majuelo, lentisco y tomillos.
- en las zonas medias-altas (por encima de los 800-1000 m) aparecen encinas con peonias, aulagas, bolina, hiniesta y retama.
- en las laderas orientadas hacia el Norte y en el fondo de los valles, en lugares frescos y húmedos, destaca el quejigo, acompañado de arces y majuelos, junto a matorral de coscoja, majuelo, tomillo y aulaga.
- en las zonas más altas de las sierras, por encima de los 1.200 m, se encuentran densas matas espinosas de aspecto almohadillado, y baja altura.
- en las numerosas fisuras de las rocas aparecen comunidades rupícolas, con especies características como Silene pseudovelutina, Centaurea clementei, etc.
- en las proximidades de los escasos cauces de ríos y arroyos se desarrolla un bosque de galería formado por álamos, fresnos, chopos, sauces, tarajes, zarzamoras, etc.[5]

### Fauna
La actividad humana ha acelerado el proceso de destrucción de los ecosistemas, sobre todo a finales del siglo XIX y principios del XX. La deforestación ha provocado una importante reducción de la diversidad y riqueza de las distintas especies faunísticas. Entre las aves, se encuentran rapaces rupícolas: águila real, búho real, halcón peregrino, buitre leonado, etc.